# François Louis Bourdon
François Louis Bourdon, dito Bourdon de l’Oise do nome de seu departamento (Rouy-le-Petit, 11 de janeiro de 1758 - Sinnamary, 22 de junho de 1798), foi um político francês do período da Revolução.

## Biografia
Filho de um agricultor dos arredores de Compiègne, Bourdon conseguiu eleger-se para o parlamento, em Paris. O começo da Revolução exaltou-lhe a imaginação, e seguiu os acontecimentos com ardor.
Em 10 de agosto de 1792 foi ele um dos líderes da insurgência nas Tulherias. Membro da Convenção, defende as opiniões mais violentas, desafiando seus pares para duelos e sempre na vanguarda daqueles que propunham as medidas mais radicais.
Foi um dos que votaram pela morte do rei, e contribuiu diretamente para os acontecimentos entre os dias 31 de maio de 1793 e 27 de julho de 1794.
Responsável pela supervisão das tropas do exército ocidental, destituiu o general Jean Antoine Rossignol, o que levou-o a ter controvérsias sobre isto com Robespierre, que o perseguiu com ardor a partir de então.
Em 8 de Termidor (26 de julho de 1794), dia da queda de Robespierre, foi o primeiro que se lhe opôs, sem sucesso no início, à sua pretensão de imprimir o discurso que então proferira na Convenção. No dia 9, Paul Barras, nomeado pela mesma para conter a revolta da Comuna, o colocou junto a Féraud, Fréron, Rovère, Delmas, Bollet e Léonard Bourdon e os enviou para as seções burguesas do Oeste e do centro, para reunir as tropas.
Desde aqueles momentos Bourdon demonstrou que era um revolucionário reacionário ardente e furioso, sempre guiado pelas paixões, uma conduta que o colocava como incerto e sempre em permanente conflito com os demais. Após os acontecimentos de 1795, ajudou a condenar vários deputados que foram seus companheiros na Montanha, até que por sua vez foi ele mesmo acusado e condenado, sendo enviado para Caiena, onde morreu poucos dias depois da sua chegada.